# Alenquer (Portugal)

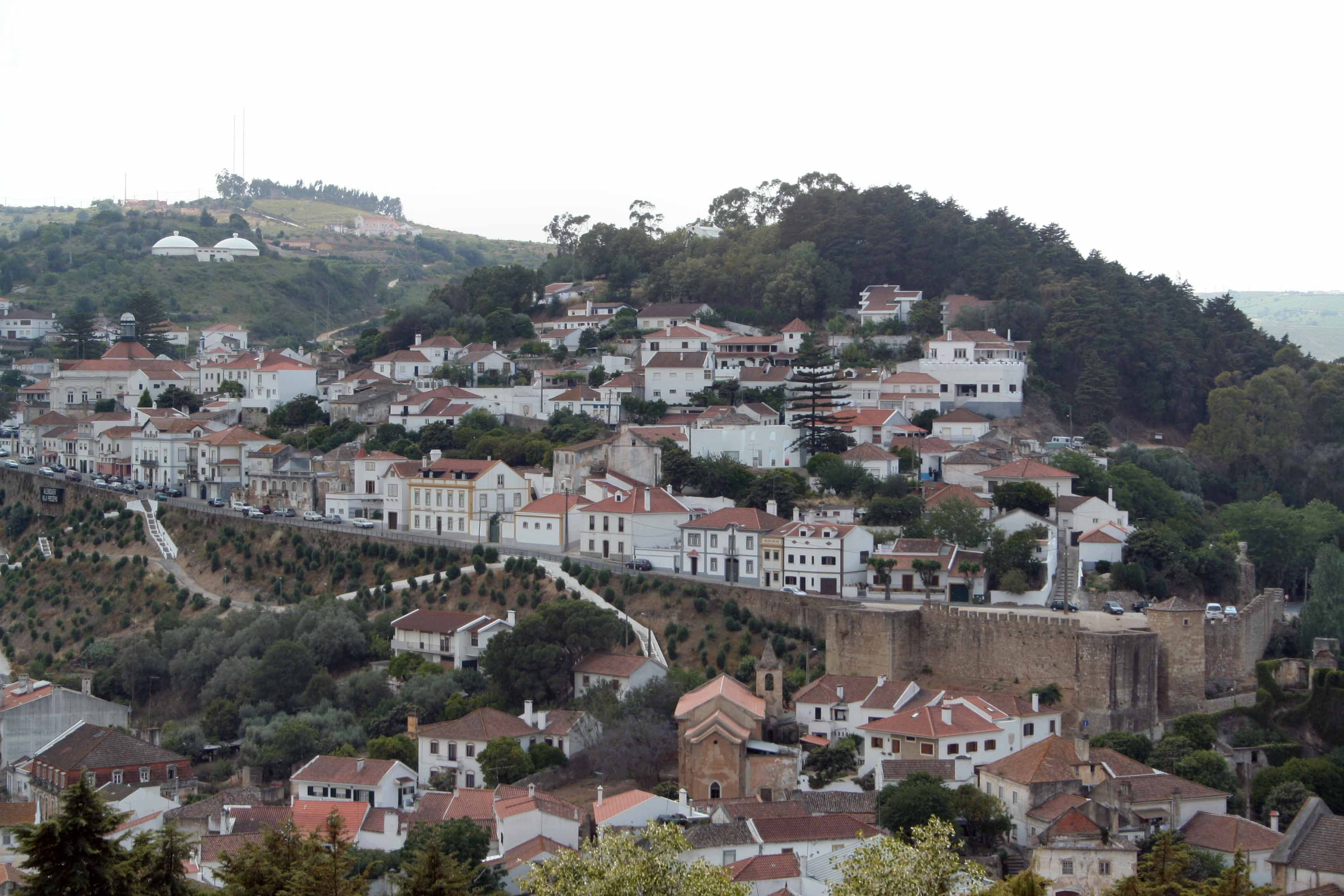
Uitzicht

Alenquer is een plaats en gemeente in het Portugese district Lissabon.
De gemeente heeft een totale oppervlakte van 305 km² en telde 39.180 inwoners in 2001.

## Kernen
De volgende freguesias liggen in Alenquer:
- Abrigada
- Aldeia Galega da Merceana
- Aldeia Gavinha
- Cabanas de Torres
- Cadafais
- Carnota
- Carregado
- Meca
- Olhalvo
- Ota
- Pereiro de Palhacana
- Ribafria
- Santo Estêvão (Alenquer)
- Triana (Alenquer)
- Ventosa
- Vila Verde dos Francos